# Publio Terenzio Varrone
Publio Terenzio Varrone Atacino (in latino Publius Terentius Varro Atacinus; Narbona, 82 a.C. – 40/35 a.C.) è stato un poeta romano.

## Biografia
Publio Terenzio Varrone Atacino, originario di Atax, località presso Narbona, omonima del fiume Atax, nella Gallia Narbonense (odierna Francia meridionale), visse a Roma; ne restano scarsi frammenti e pochissime notizie, fornite da Orazio, Properzio, Macrobio, Velleio Patercolo e San Girolamo, il quale ne situa la nascita nell'82 a.C. e informa che all'incirca nel 57 a.C. si diede allo studio del greco.
Fu il primo poeta non italico della letteratura latina e fece parte del gruppo dei poetae novi, pur non abbandonando il poema epico.

## Opere
Scrisse, forse prima del 47 a.C., un poema epico-storico, il Bellum Sequanicum, sulla guerra di Cesare contro i Galli Sequani in almeno due libri, e delle satire, che Orazio giudicò inadeguate.
Da poeta neoterico rielaborò le Argonautiche (gr. Ἀργοναυτικά) del poeta greco Apollonio Rodio in almeno 4 libri e compose elegie d'amore con il titolo Leucadia, pseudonimo della donna amata, seguendo l'uso inaugurato nella prima metà del IV secolo a.C. dal poeta greco Antimaco di Colofone, che aveva intitolato con il nome della donna amata il suo poema elegiaco Λύδη (lat. Lyde).  
Scrisse anche due poemetti, il primo didascalico-geografico, dal titolo Chorographia, il secondo Ephemeris, un calendario poetico.
Macrobio ci informa che Virgilio nel I libro delle Georgiche rielaborò alcuni suoi versi, Properzio, come detto, cita la Leucadia e Velleio Patercolo lo ricorda ponendolo tra i poeti didascalici accanto a Lucrezio. Queste attestazioni confermano che doveva essere un poeta apprezzato.